# Navidad en 8 bits
8-Bit Christmas es una película de comedia navideña estadounidense de 2021 dirigida por Michael Dowse, a partir de un guion de Kevin Jakubowski basado en su novela del mismo nombre. Está protagonizada por Neil Patrick Harris, Winslow Fegley, June Diane Raphael, David Cross y Steve Zahn. La película fue lanzada el 24 de noviembre de 2021 en HBO Max, recibiendo críticas generalmente favorables de los críticos.

## Sinopsis
Ambientada a fines de la década de 1980, un niño llamado Jake Doyle planea obtener un sistema de entretenimiento Nintendo antes que los demás.

## Elenco
- Neil Patrick Harris como Jake Doyle adulto
  - Winslow Fegley como el joven Jake Doyle (1988)
- Sophia Reid-Gantzert como Annie Doyle, la hija de Jake
- June Diane Raphael como Kathy Doyle, la madre de Jake
  - Raphael interpreta tanto la versión de 1988 como la actual versión anterior de Kathy Doyle.
- Steve Zahn como John Doyle, el padre de Jake (1988)
- Bellaluna Resnick como Lizzy Doyle, hermana de Jake (1988)
- Che Tafari como Mikey Trotter, uno de los amigos del joven Jake (1988)
- Santino Barnard como Evan Olsen, uno de los amigos del joven Jake que es alérgico a las abejas y la pasta (1988)
- Max Malas como Jeff Farmer, un niño en el círculo de Jake pero no uno de sus amigos y un mentiroso patológico (1988)
- Brielle Rankins como Tammy Hodges, una de las amigas del joven Jake que colecciona tarjetas de béisbol, también es la hermana de Teddy (1988)
- Cyrus Arnold como Josh Jagorski, un matón escolar de gran tamaño (1988)
- Braelyn Rankins como Teddy Hodges, uno de los amigos del joven Jake y hermano de Tammy (1988)
- Chandler Dean como Timmy Keane, un niño rico narcisista que posee una consola Nintendo (NES) y le gusta lucirse (1988)
- Katia Smith como Tiffany Keane, la madre de Timmy, defensora de los videojuegos (1988)
- Tom Rooney como el Dr. Timothy Keane Sr., el padre de Timmy que es un defensor de los videojuegos (1988)
- David Cross como distribuidor

## Producción
En marzo de 2021, se anunció que Neil Patrick Harris, Winslow Fegley, June Diane Raphael y Steve Zahn se habían unido al elenco de la película, con Michael Dowse dirigiendo un guion de Kevin Jakubowski. New Line Cinema y Star Thrower Entertainment producirán la película, con HBO Max listo para distribuir.
La fotografía principal comenzó en marzo de 2021 en Toronto, Canadá.

## Lanzamiento
La película fue lanzada digitalmente el 24 de noviembre de 2021 en HBO Max.

### Crítica
En el sitio web del agregador de reseñas Rotten Tomatoes, la película tiene una calificación de aprobación del 80% basada en 25 reseñas, con una calificación promedio de 6.9 / 10. El consenso de los críticos del sitio web dice: "Para los espectadores que buscan una oda poco exigente y dulcemente nostálgica a las temporadas navideñas pasadas, la Navidad en 8 bits arranca sin problemas". Metacritic, que utiliza un promedio ponderado, asignó una puntuación de 66 sobre 100 basándose en cinco críticas, lo que indica "críticas generalmente favorables".
Nick Ordoña de Los Angeles Times elogió el casting, la dirección y la escritura de Jakubowski, resumiendo: "Incluso se gana su final conmovedor. En resumen, es un contendiente sorpresa a la Mejor Película de Navidad de los últimos años". Calum Marsh de The New York Times escribió: "Cuando no se trata de adular pistas de patinaje sobre ruedas, carteles de los Goonies y relojes Casio, Navidad en 8 bits es una comedia navideña cálida, refrescante y seria".